# Crocozona coecias
Crocozona coecias är en fjärilsart som beskrevs av William Chapman Hewitson 1866. Crocozona coecias ingår i släktet Crocozona och familjen Riodinidae. Inga underarter finns listade i Catalogue of Life.

## Bildgalleri

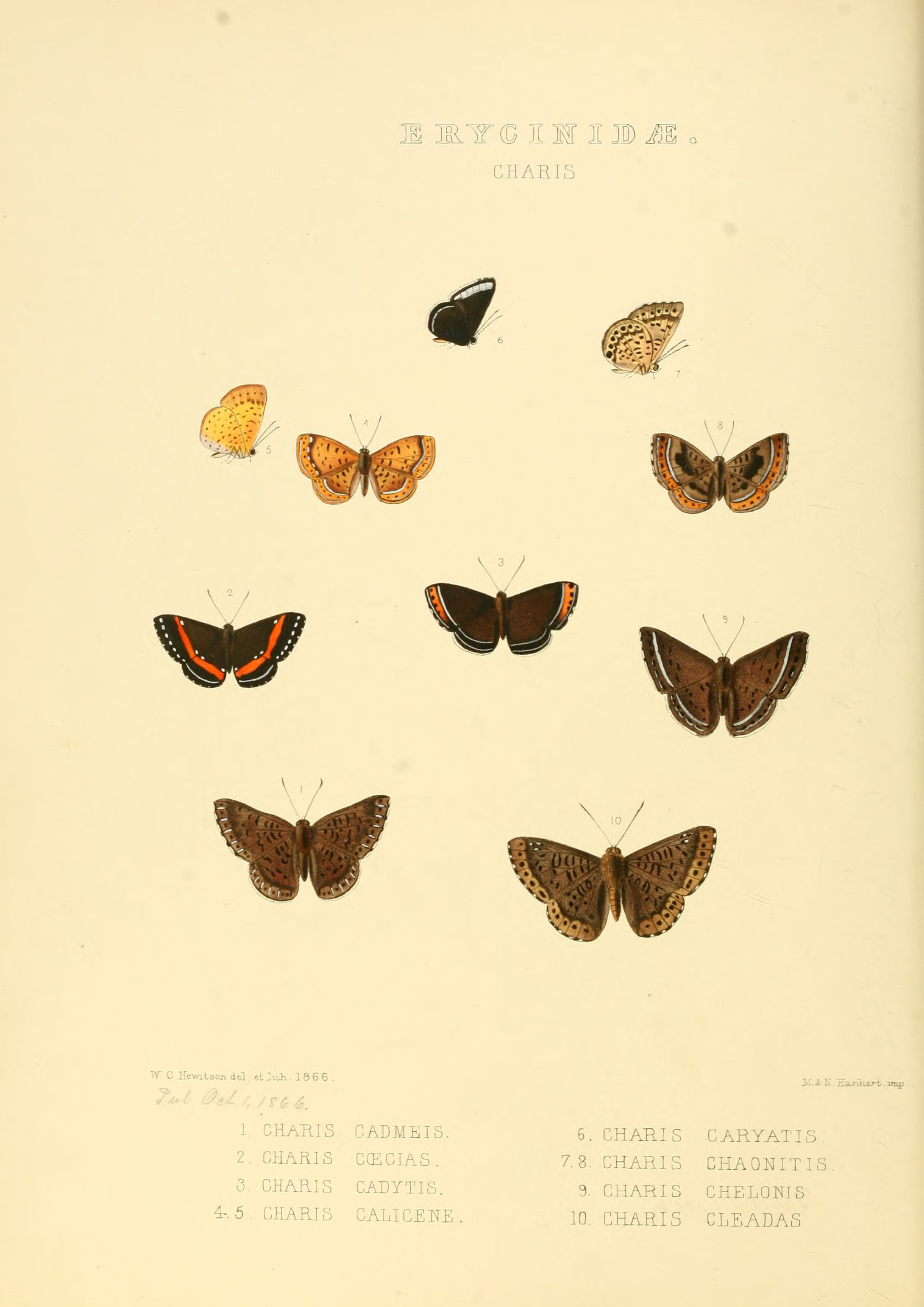